# 맥스 페인 2: 맥스 페인의 몰락
《맥스 페인 2: 맥스 페인의 몰락》(Max Payne 2: The Fall of the Max Payne)은 레미디 엔터테인먼트에서 제작하고 록스타 게임즈에서 배급하는 3인칭 슈팅 게임이다. 《맥스 페인》의 후속작이다. 《맥스 페인 2》에서 플레이어 뉴욕 시 경찰국의 형사 맥스 페인을 조종한다. 전작에서의 사건 이후 복직한 그는 모나 색스와 재결합하고, 그들은 죽음과 배신에 얽힌 음모를 풀어내기 시작한다.
비디오 게임 평론가는 《맥스 페인 2》을 크게 호평했다. 액션과 줄거리에 중점을 둔 점에 대해서는 칭찬한 반면, 짧은 길이에 대해서는 비판했다. 긍정적인 반응에도 판매량은 처참했고, 록스타 게임즈의 모회사 테이크 투 인터랙티브에서 《맥스 페인 2》의 판매량이 회사의 2004년 판매량 재예측을 일으켰다고 밝힐 정도였다. 2004년 골든 세틀라이트 어워드의 최우수 미술 감독상과 게임프로, IGN, 게임스파이가 주최한 에디터 초이스 어워드를 비롯하여 각종 산업 어워드에서 수상했다. 후속작 《맥스 페인 3》은 2012년 출시되었다.

## 게임 플레이

총을 쏨과 동시에 회피하는 맥스

《맥스 페인 2》는 3인칭 슈팅 게임으로 플레이어는 맥스 페인을 조종하고 있지만 일부 레벨에서는 모나 색스로도 플레이가 가능하다. 처음에 플레이어의 무기는 9mm 권총이다. 게임이 진행되면서 플레이어는 다른 권총, 산탄총, 서브머신건, 돌격 소총, 저격총, 투척용 무기 등의 다른 무기에도 접근이 가능해진다. 게임을 진행하다 보면, 플레이어는 다음 단계로 넘어갈 때마다 반복되는 맥스의 독백으로부터 다음 목표를 듣는다.
처음 시작할 때 게임은 한 가지의 어려움 레벨을 제공하는데, 게임이 플레이어에게 너무 어렵다고 판단할 때에는 자동으로 조정된다. 예를 들어, 플레이어의 캐릭터가 너무 많이 죽으면 적의 인공지능은 덜 효과적으로 변하고, 진통제를 구할 수 있는 곳이 늘어남으로서 체력이 상승한다. 게임을 한 번 완료한 뒤에는 다른 어려움 레벨이 해금된다. 또한 두 가지의 특별 게임 모드 또한 사용 가능해진다. 뉴욕 미닛과 데드맨 워킹이 그것이다. 뉴욕 미닛에서는 플레이어가 각 레벨을 완료하는 시간에 따라 점수를 매긴다. 데드맨 워킹은 맥스의 다섯 시나리오 중 하나를 무대로 하여 끝없이 재생성되는 적들에게서 최대한 오래 살아남는 것을 목표로 하고 있다.
《맥스 페인 2》는 플레이어에게 불릿 타임을 이용할 수 있게 한다. 시간을 느리게 만드는 와중에도 플레이어는 실제 시간에서 목표를 수행할 수 있기 때문에, 이는 플레이어에게 자신이 하는 일에 대해 더욱 많은 시간을 부여해 준다. 이 모드에서, 화면의 색은 시각적 신호를 주는 것처럼 적갈색 톤으로 바뀐다. 이를 사용할 때면 불릿 타임의 양은 줄어드는데, 비거나 혹은 플레이어가 불릿 타임을 해제하지 않을 때까지 계속된다. 이 양은 결국에는 사용하지 않으면 다시 채워지는데, 재빨리 적들을 죽여도 회복된다. 불릿 타임 효과와 비슷하게 맥스는 총을 쏘면서 회피하는 수법을 이용할 수 있다. 이 동작이 실핼될 때 맥스는 플레이어에 의해 특정 방향으로 도약한다. 불릿 타임은 맥스가 공중에 떠 있을 때만 작동하며 불릿 타임의 양을 줄이지 않는다. 전투 시스템은 《맥스 페인 2》에서 발전했다. 플레이어는 수류탄이나 화염병 등으로 맥스를 무장할 수 있고 적에게 근접했을 때에는 총으로 가격할 수 있다. AI 동행이 가끔 맥스를 보조하기도 하지만, 그들의 죽음이 게임 플레이와 줄거리에 영향을 미치지는 않는다.

## 줄거리

게임 내에서 코믹 패널은 컷 씬의 구실을 하여 줄거리 설명을 제공한다.

첫 게임에서의 사건에서 2년이 흐른 뒤, 맥스 페인은 NYPD에서 형사로 복직했다. 맥스는 자신의 오랜 동업자 블라미디르 렘이 소유한 한 창고에서 들린 발포음에 대해 조사를 하던 중 소위 클리너라는 한 무리의 살인 청부업자들의 공격을 받는다. 그런 가운데 이전 게임의 말미에서 그가 죽었다고 여기고 있던 모나 색스와 대면한다. 맥스는 렘이 소유한 레스토랑에 도착해 렘의 숙적 비니 고그니티로부터 그를 구한다. 렘은 고그니티가 총 거래 암시장을 독점하려 하며 자신을 위협으로 간주했다고 하소연한다. 이후 클리너들의 공격에서 빠져나간 뒤, 맥스는 버려진 유령의 집에서 모나를 찾아 나서고 클리너들이 비밀스러운 이너 서클에 대해 알고 있는 자들을 표적으로 삼고 있음을 알게 된다. 연락책을 쫓던 중, 모나는 맥스의 항의에도 불구하고 자신의 범죄 혐의로 체포되어 경찰서로 연행된다.
경찰서에 있던 중 맥스는 우연히 자신의 새 파트너 발레리 윈터슨이 모나에 대해 전화로 얘기하고 있는 것을 들었다. 갑자기 경찰서는 모나를 뒤쫓는 클리너들의 공격을 받는다. 모나는 자신의 감옥에서 탈출하고, 맥스와 모나는 클리너들을 물리친 후 공격에 대해 책임이 있는 자를 추적하기 시작한다. 그들의 조사는 한 건설장으로 자신들을 이끌었고 그곳에서 그와 모나는 클리너들로부터 자신들을 지켜야 하는 상황에 놓인다. 적들이 물러난 후, 윈터슨이 도착해 모나에게 총부리를 겨눈다. 모나는 윈터슨이 자신을 죽이려 함을 주장하고 윈터슨은 그저 탈주범을 체포하려고 할 뿐이라고 주장한다. 이후 몇 번의 결심 끝에 맥스는 윈터슨을 어쩔 수 없이 쏘고 모나를 탈출시킨다. 그는 죽기 전에 맥스를 쏘아 그를 입원되게끔 만든다.
맥스는 병원에서 빠져나간 뒤 모나를 찾아갔고, 그들은 함께 답을 구하기 위해 분주한다. 맥스는 이너 서클의 수장 상원의원 앨프리드 우든과 마주하게 되며, 그는 클리너가 렘을 위해 일하고 있음을 알려준다. 렘은 고그네티와 우든을 죽임으로써 지하 범죄 및 이너 서클의 통제권을 쥐기를 원하고 있었다. 맥스는 윈터슨이 렘의 정부임을 발견하고 고그네티의 거처로 차를 몰아 렘으로부터 그를 지켜주려고 한다. 맥스와 고그네티는 모나의 유령의 집으로 도망가 그에게 도움을 구하려고 하지만, 렘이 그들을 매복한다. 그는 모나가 렘과 맥스를 죽기기 위해 우든에게 고용된 살인 청부업자라고 알려준다. 렘은 고그네티를 죽이고 맥스를 쏜 뒤 죽은 것으로 판단해 물러난다. 모나는 맥스를 구한 뒤 우든의 저택으로 그를 렘으로부터 지키기 위해 향한다.
저택에서, 모나는 맥스를 땅에 내려놓은 뒤 그를 죽이라는 지시에 따르려고 하지만 자신이 그러고 싶지 않음을 알게 된다. 그가 맥스를 죽이지 못하는 것을 안 렘은 모나를 쏘아버린다. 렘 앞에 나타난 우든에게도 뒤이은 실랑이 끝에 쏘아 죽인다. 그러고 맥스와 렘은 저택이 불타는 와중에 싸움을 계속한다. 결국에 렘은 사망하고, 맥스는 경찰이 도착하는 때에 맞춰 모나의 곁으로 돌아온다. 모나는 맥스의 팔에 안겨 숨을 거둔다. 최고로 어려운 레벨에서 해금되는 대체 엔딩에서는, 모나는 부상을 입었지만 생존했고 둘은 키스를 나눈다.

## 개발
테이크 투 엔터렉티브는 2001년 12월 5일의 보도를 통해 레미디 엔터테인먼트와 어포지 소프트웨어로부터 미화 1,000만 달러 및 970,000 보통주를 주고 맥스 페인 프렌차이즈를 매입했으며 《맥스 페인 2》의 출시를 계획하고 있다고 발혔다. 2002년 5월 22일, 테이크 투는 《맥스 페인 2》의 개발을 위해 어포지 소프트웨어와 레미디 엔터테인먼트에게 800만 달러를 투자하기로 합의했다고 발표했다. 2003년 9월 3일, 테이크 투는 게임의 발매 일정이 2003년 10월 15일이 될 것이라고 공식 발표했다.

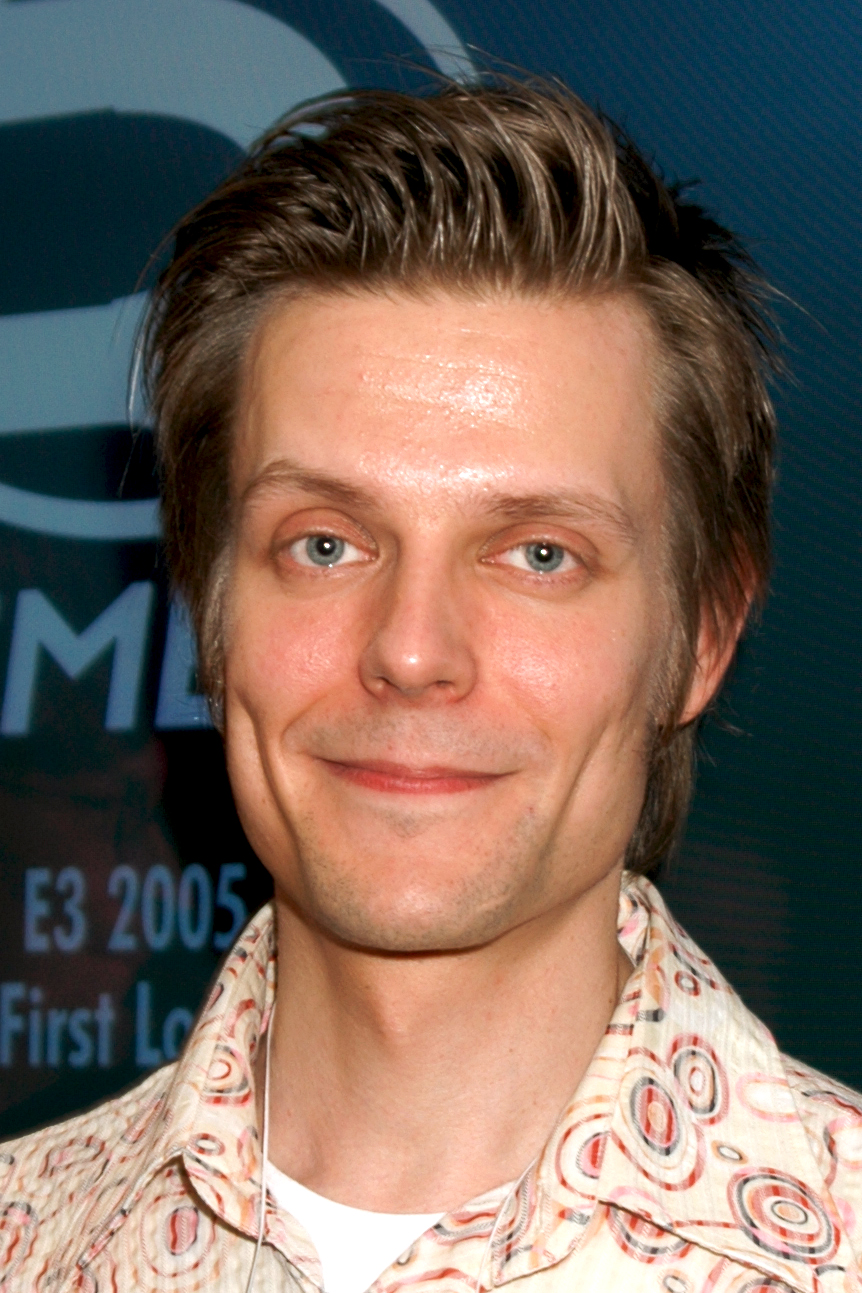
게임의 줄거리는 샘 레이크에 의해 쓰였다. 그는 《맥스 페인》에서 맥스의 모델이 되기도 했다

《맥스 페인》에서는 게임의 작가인 샘 레이크가 맥스의 원래 모델링을 전담했지만 《맥스 페인 2》에서는 전문 배우 티모시 깁스가 그의 모델링을 전담했다. 제임스 맥카프리는 맥스의 목소리를 다시 맡게 되었다. 게임의 줄거리는 레이크에 의해 쓰였고, 그는 맥스의 성격과 가장 잘 맞을 것 같은 필름 누아르 러브 스토리로 쓰고자 했다. 레이크는 줄거리에서는 신기원을 쓰고 싶어했다며 이렇게 말했다. "적어도 좋은 방향으로 시작했다고 생각해요. 저는 새로운 관점으로 그리고 생각하지 못한 주제를 찾아 그들 방식으로 게임과 줄거리를 전달하는 것이 적합하다고 느꼈어요." 레이크는 줄거리를 서술할 때 "아주 멀리 갈 수 있"는, 많은 고전 장르에서 찾을 수 있는, 전형적 필름 느와르 요소가 게임의 핵심으로 적대적이며 범죄에 시달리는 도시, 비가 세차게 쏟아지는 늦은 밤, 자신의 운에 맡기기를 싫어하는 냉소적이며 하드보일드한 형사를 그 예로 들었다. 레이크는 《맥스 페인》 후속편을 쓰는 데에는 "자기 원소의 미학"을 고려했다고 말했다. 설정과 등장인물이 이미 성립되어 있었을 적부터, 레이크는 후속작의 주된 목표를 "좋은 것은 유지하고 안 좋은 것은 고치는 것"으로 잡았고, 줄거리는 놀라울 만한 방향으로 설정했다. 후속작의 각본은 《맥스 페인》과 비교했을 때 세 배 정도 시간이 더 소모되었다. 레이크는 줄거리가 게임의 리플레이 가치를 추가하기 위해 더욱 어려워질 것을 예측했다.
줄거리는 가끔씩 게임 내의 대화를 통해 전달되는데, 컷 씬이 돌아가는 장면에서는 코믹 패널이 꾸준히 사용된다. 개발자들은 컷 씬에서는, 코믹 패널이 완전한 애니메이션 시네마틱을 사용하는 것 보다 더욱 효과있고 비용이 덜 든다는 사실을 알았다. 그들은 또한 코믹 패널들이 플레이어 스스로 각 패널을 해석할 수밖에 없는 상황을 만든다는 점을 거론하며, "독자의 머리 속에는 뉘앙스들이 있을 겁니다. [...] 그것은 게임 내에서의, 나아가 사전 렌더링된 시네마틱에서의 레벨에 대한 접근을 더욱 어렵게 만듭니다."라고 설명했다. 개발자들은 게임의 개발 도중 줄거리의 변경이 필요할 때 코믹 패널이 더욱 쉽게 재편성할 수 있다는 사실을 발견하기도 했다.
《맥스 페인 2》은 《맥스 페인》에서 쓰인 게임 엔진과 같은 것이 쓰였지만, 몇몇 중대한 개선점이 있었다. 게임이 오로지 다이렉트X 8.1만을 지원하기는 하지만, 《맥스 페인 2》의 그래픽은 다이렉트X 9가 만들어내는 반사, 굴절, 셰이더, 고스팅 등의 최적의 효과 사용을 모방해놓고 있다. 《맥스 페인 2》의 개발자들은 한 특정 씬에서 효과가 잘 쓰였다고 평가했다. 맥스가 자각몽을 꿀 때, 화면은 흐릿하고 초점이 맞지 않는다. 《맥스 페인》 이후로 폴리곤 카운트 (각 프레임에서 렌더링 되는 폴리곤의 개수)는 늘어났고, 그 덕분에 등장인물의 모델의 모서리는 부드럽게 다듬어졌다. 추가로, 등장인물들은 더욱 큰 범위의 감정표현을 하고 있다. 전작에서 맥스는 한 가지의 표정만을 가질 수 있었다. 《맥스 페인 2》에서는 다른 각본마다 종종 히죽대며 자신의 눈썹을 움직인다.
게임은 하복 물리 엔진이 사용되었다. 개발자들은 이것이 "우리가 필요로 하는 용이함에서 가장 최적의 선택"이었기 때문에 채택했다. 이들은 물리 엔진에 헌신하는 것이 맥스의 전투 씬을 창조하기 위해선 필수적이라는 것을 발견했다. 그것은 《맥스 페인》이 "보다 현실적이고 극적이며, 영화같은 액션"으로 알려진 이유이기도 했다. 물리 엔진은 보다 현실적으로 보이는 데에서 몇몇 해결점을 제시했다. 예를 들어, 전투에 돌입할 때 플레이어는 박스 뒤로 엄폐가 가능하다. 하지만, 적의 총알이 박스에 충격을 주면 이들은 쓰러진다. 그러므로 해당 플레이어는 다른 적합한 엄폐물을 찾아야 한다. 적이 벽 칸막이 뒤에 숨어 있을 때, 플레이어는 그 옆으로 수류탄을 던져 엄폐물을 날려버려서 적을 무방비 상태로 만들 수 있다. 하복 엔진은 무기, 폭탄, 화염병을 움직임을 보다 자연스럽게 수정할 수 있도록 했다. 그리고 오디오는 이들의 사운드가 보다 현실적으로 만들어질 수 있도록 개선되었다. 새로운 물리 엔진은 《맥스 페인》에서는 나타나지 않던 특정 액션을 만들었는데, 박스가 움직일 수 있고 중력 법칙을 따르며, 폭발과 폭파가 적의 신체를 현실적으로 무너지게 만들었다.
《맥스 페인》에서 유명했던 불릿 타임은 개선되었다. 개발자들은 이를 "버전 2.0"으로 칭했다. 맥스가 슬로우 모션으로 움직여 적에 대한 반응 및 사살을 쉽게 만들어주는 이 모드는, 맥스에게 주어진 불릿 타임 양의 회복과 느려지는 진행 시간, 그리고 맥스가 연이은 사살을 하는 "구역 내에서"는 더욱 나아갈 수 있도록 강화되었다. 이는 플레이어가 안전하게 거리를 두고 웅크리며 적이 자신에게 다가오기만을 기다리기 보다 공격적으로 위험한 상황으로 뛰어들게 고무하는 기능을 한다. 새로운 재장전 애니메이션이 소개되기도 했는데, 맥스가 불릿 타임일 때 재장전을 하면, 그는 총알을 피해 웅크리고 주변을 돌아 전투 상황을 조망할 수 있게끔 하여 잠시 플레이어에게 전략을 구상할 수 있는 시간을 제공한다. 플레이어가 게임을 수정할 수 있도록 하는 개발 도구는 록스타 게임스와 레미디 엔터테인먼트에 의해 《맥스 페인 2》에서 이용 가능해졌다. 수정에서는 몇 가지 기능을 수행할 수 있으며 그 예로 새로운 무기, 스킬, 시각, 주변, 등장인물을 추가할 수 있는 능력이 있다.
음악 작곡가 카트시 하타카와 키모 카자스토가 게임의 사운드트랙의 작곡가로 돌아왔다. 아포칼립티카의 멤버 페르투 키블라크소가 연주한 첼로 연주가 포함되었다. 게임의 엔딩 크레디트에서는 밴드 포에츠 오브 더 폴의 곡 〈Late Goodbye〉가 쓰였다. 가사는 샘 레이크가 쓴 시를 바탕으로 한다. 이들의 첫 싱글로서 핀란드 싱글 차트에서 14위에, 라디오 수미팝스 톱 30 차트에서 1위에 도달했다. 이 곡은 게임 내에서 자주 언급되며 주로 등장인물이 흥얼거리거나 콧노래로 부른다.

## 반응
《맥스 페인 2》는 록스타 게임스에 의해 마이크로소프트 윈도우용으로 2003년 10월 15일, 엑스박스용으로 2003년 11월 25일, 플레이스테이션 2용으로 2003년 12월 2일, 스팀용으로 2008년 1월 4일, 그리고 엑스박스 오리지널용으로 2009년 4월 24일 출시되었다. 게임은 평단의 극찬을 받았다. 액션과 줄거리에 대한 중점을 칭찬한 반면, 비교적 짧은 길이에 대해서는 직접적으로 비판했다. 좋은 반응에도 《맥스 페인 2》의 판매량은 처참했으며 록스타 게임스의 모회사 테이크 투 인터랙티브에서는 "《맥스 페인 2: 맥스 페인의 몰락》의 판매고는 계속해서 실망을 안긴다"며 회사의 2004년 판매량 재예측을 일으킨 주범 중 하나로 간주했다. 《맥스 페인 2》는 몇몇 산업 어워드에서 상을 수여받았다. 그 예로 골든 세틀라이트 어워드 2004의 최우수 미술 감독상과 게임프로, IGN, 게임스파이 주최의 에디터 초이스 어워드와 게임 인포머가 선정하는 금월의 게임 등이 있다.
첫 번째 《맥스 페인》 게임을 즐겼던 호주 《데일리 텔레그래프》의 스티브 폴락은 "탁월한" 게임이며 "정말 즐겼던 첫 작품에서의 그 분위기와 매력적인 총싸움 중심의 액션을 계속 되살렸다"고 호평했다. 그는 첫 게임과 비교했을 때보다 더 나은 제작 가치를 가지는 점과 더불어 더욱 세련된 줄거리, 더욱 프로적인 각본, 보다 개선된 연기와 그래픽을 지목해 칭찬했다. 맥스라는 캐릭터의 복잡성은, 게임들에서 영웅을 지나치게 단순화하는 모습을 발견한 폴락으로서는 환영할 요소였다. 《시드니 모닝 헤럴드》의 댄 토스는 게임의 경험을 "잔인하지만, 아름답고 격렬한 총 게임"이라고 묘사했다.
《뉴질랜드 헤럴드》의 존 민피는 게임의 줄거리를 호평했고, 게임을 "잘 제작된, 누아르 스토리라인을 가진, 유쾌하고 어두운 삼인칭 슈팅 게임"이라고 불렀다. 특히 민피는 레미디가 게임을 콘솔에 성공적으로 적용한 듯 하며 특히나 엑스박스에서의 버전은 시작적 측면에서 PC와 다를 바 없다고 여겼다. 그렇지만, 그는 플레이스테이션 2의 포트는 한낱 "그저 그런 작업"이며 결과물의 질이 "상당히 눈에 덜한 즐거움을 가져다 준다"면서, 그것은 다른 플랫폼에서야 더욱 강력한 퍼포먼스를 보여줄 것이라고 단언했다. 《선데이 타임스》의 스티브 폴은 《맥스 페인 2》이 "사실 [첫 번째 게임과] 같지만 더욱 낫다"고 논평했다. 그는 적들이 총에 의한 상처에 대해 납득이 가게 반응하는 것을 발견하고는 물리 엔진에 감사를 표했다. 그러나 궁극적으로 폴은 게임을 "오락에 충실하지만 경천동지할 정도는 아니다"라고 총평했다.
《토론토 선》의 스티브 타일리는 레미니가 《맥스 페인 2》에서 "죽이는 일"을 했다고 믿었으며, 회사가 "다른 모든 것들이 뒤틀리고 점검되고 만취하는 상태에서도" 이전 게임의 훌륭함을 지켜나가고 있다고 믿었다. 그는 첫 게임의 불릿 타임의 팬이기도 했고 그러므로 후속작에서 복귀한 것을 환영하며 "게다가 더 인상적인" 비주얼을 가졌다고 평했다. 타일리는 게임의 "실제 같은 물리 엔진"이 쉽게 게임의 최고 측면이 될 수 있음을 발견했고 게임을 플레이하는 도중 그가 방을 가로질러 수류탄을 던졌을 때 결과적으로 발생한 폭발이 적들을 공중으로 자연스럽게 날려보내는 것에 집중했다. 추가로 타일리는 레미디가 팬의 불평에 귀 기울여 전작의 문제를 품으로서 《맥스 페인 2》의 꿈 시퀸스를 향상시켰다며 갈채를 보냈다. 하지만 그는 게임의 대체적인 선형성에 대해서는 실망했고, 플레이어가 필름 누아르에 흥미가 없다면 《맥스 페인 2》에서도 같을 것이라고 기록했다. 끝으로, 타일리는 게임이 "전율키 충분한 광택, 영화적인 솜씨, 전면적인 대혼란을 가지고 있으며 자신만의 소프라노스에 존 우 약간과 프랭크 밀러의 터치를 첨가했다"고 총평했다.
게임의 액션은 몇몇 비평가의 호평을 끌었다. 게임존은 게임이 영화성과 액션으로 무장했으며 마지막 씬에서는 큰 화면으로 감상해야 할 가치가 있다고 불렀다. 이와 비슷하게 게임스파이는 액션이 "아드레날린 펌프질"하며, 그것이 영화에서 볼 수 있는 것과도 비슷하다고 간주했다. 줄거리는 호평과 동시에 비판받았다. IGN의 톰 맥나마라는 필름 누아르 배경에서 플레이하는 것을 즐겼고 추가적으로 맥스와 모나의 이야기에 극적인 깊이를 더했다고 믿었다. "어떻게 일이 더욱 중요해지고 흥미로워졌다. 분풀이하는 대파괴는 즐겁지만, 사랑에 대한 흥미의 복잡함 또한 훌륭한 것이다. 모나 색스는 분명히 일을 잘 해내고 있다." 하지만 그는 일부 "부자연스러운" 각본에 지루해 했다. 이와는 반대로, 1UP.com는 마지막 보스가 엔딩으로서는 완전히 부적절하지만 그 외에는 흠잡을 데 없는 완벽한 게임이라고 언급했고, 《서니 타임스》의 폴은 줄거리를 "신랄한 싸구려"라고 불렀다. 《맥스 페인 2》의 길이는 평단의 비판을 샀다. 게임스팟과 IGN 등은 짧은 줄거리에 불만을 표했다. 《시드니 모닝 헤럴드》의 토스 또한 짧은 싱글 플레이어 경험을 비판했지만, 더 어려운 레벨과 특별 "생존"모드가 게임의 리플레이 가치를 향상시키는 데 도움이 되는 것을 발견했다.